# リトムニェジツェ
リトムニェジツェ（チェコ語:Litoměřice、ドイツ語:Leitmeritz（ライトメリッツ））は、チェコ共和国、ウースチー州の自治体。首都プラハの北西約64km、エルベ川とエーガー川の合流地点にある。
果樹栽培に適した温暖な気候のため、リトムニェジツェ一帯は『ボヘミアの庭園』と呼ばれてきた。オーストリア＝ハンガリー帝国時代、多くの年金生活者たちがこの地域に移り住んだ。

## 歴史

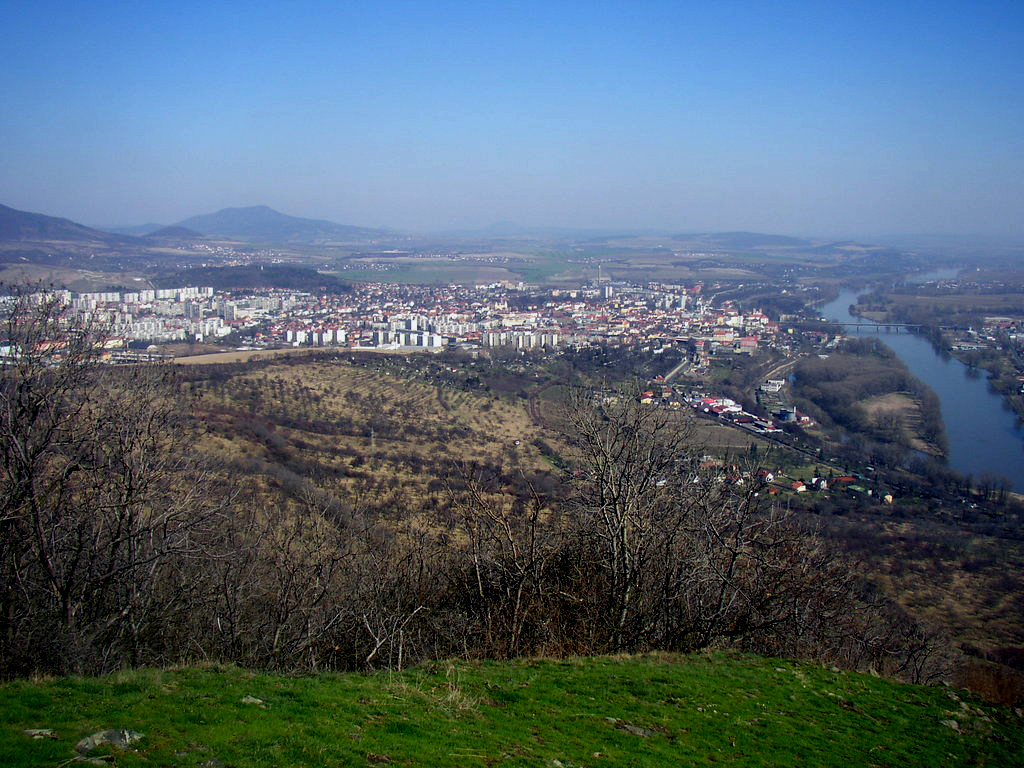
ラドビル丘から見下ろすリトムニェジツェ

10世紀には、中世初期のスラヴ人が建てた砦があったリトムニェジツェは、チェコ最古の町の一つである。王立都市の地位は1219年に授けられた。12世紀から17世紀、神聖ローマ帝国有数の通商都市であった。ドイツ人住民は、15世紀のフス戦争で苦しめられた。三十年戦争を引き起こしたプロテスタント暴動の後、白山の戦いでボヘミア貴族軍（プロテスタント）は大敗し、リトムニェジツェ住民はカトリックに改宗するか町を去るかするしかなかった。1655年には、町に司教が住まうようになった。
1918年にオーストリア＝ハンガリー帝国が崩壊すると、ドイツ国境沿いのリトムニェジツェ一帯で暮らす多数派のドイツ語話者たちは、ドイッチュ＝エスターライヒ共和国（de:Deutschösterreich、次はドイツ併合を目指していた）へと合流しようとした。しかしチェコスロバキア軍がこの事態を防いだ。1919年、ボヘミアとモラヴィア全土がサン＝ジェルマン条約によってチェコスロバキア領となった。中央ボヘミアとモラヴィア周辺に伸びる広大な一帯は、翌年にズデーテンラントとなり、政治的論争の的となった。スラヴ人が再度そこへ移住したが、少数派のままだった。1938年、ミュンヘン会談の後、ドイツ軍がズデーテンラントを占領した。およそ5000人のチェコ人住民は再度追放を余儀なくされた。

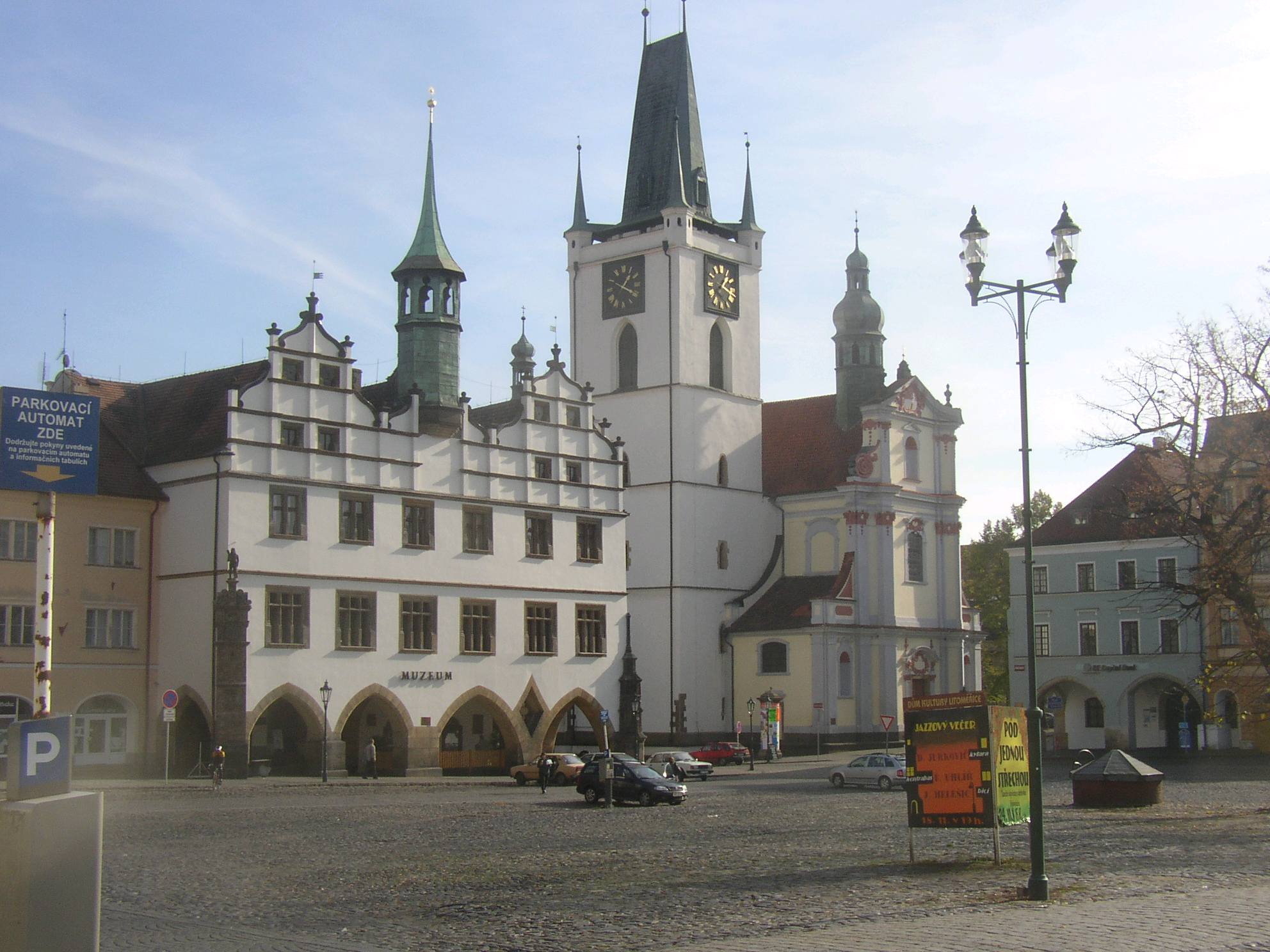
広場

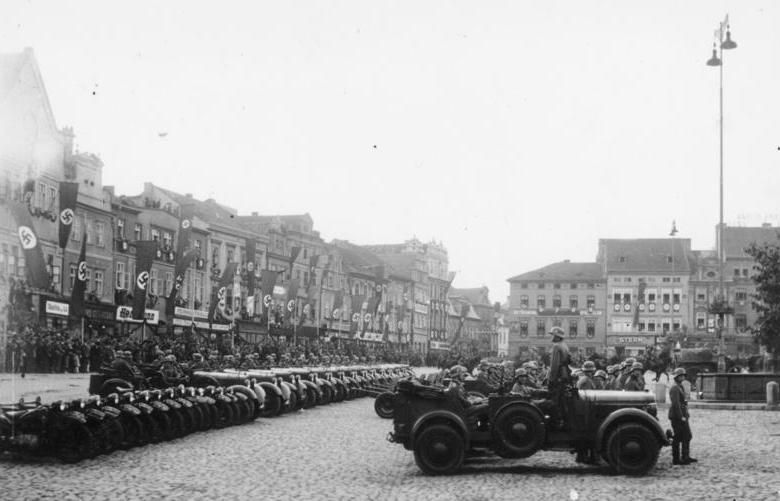
1938年の占領

第二次世界大戦末期、ドイツ軍は進軍する赤軍を避けて退却した。チェコ人レジスタンスは1945年4月27日に町の実権を掌握した。その数日後、彼らは降伏の条件についてナチス司令官と交渉を始めた。ドイツ国防軍は5月8日の後降伏していたが、ドイツ軍が逃亡したのはソ連赤軍が入ってきた5月10日の数時間前だった。町のドイツ人住民の大多数が、1945年8月のベネシュ布告によるドイツ人追放で、ドイツ人系チェコスロバキア市民約250万人とともに追放された。

## 姉妹都市
- カランバ・シティー、フィリピン
- マイセン、ドイツ
- フルダ、ドイツ
- ダピタン、フィリピン
- アルマンティエール、フランス